# Odžak (Hadžići)
Odžak es una población rural de la municipalidad de Hadžići, en Bosnia y Herzegovina.

## Demografía
Hasta 2013 la población era de 22 habitantes.